# Élections législatives syriennes de 2016
Les élections législatives syriennes de 2016 se déroulent le 13 avril 2016. Elles ont pour objet d'élire les représentants de l'assemblée du peuple.
Le pays est en guerre civile. Les élections ne se déroulent que dans la minorité du territoire contrôlée par le régime, soit environ 60 % de la population. Les autres parties du territoire sont contrôlées par les rebelles, les indépendantistes Kurdes et l'État islamique. L'élection est également boycottée par les Kurdes.
L'État syrien basé à Damas n'est pas une démocratie. Bien que le pays ne soit plus, en principe, un État à parti unique depuis 2012, les seuls partis politiques autorisés demeurent affiliés au Parti Baas, y compris ceux affichés « indépendants », et ne peuvent formuler aucune critique du pouvoir.
Ces élections vont à l’encontre de la feuille de route fixée par la résolution 2 254 du Conseil de sécurité des Nations unies.

## Système électoral
L'Assemblée du peuple est un parlement unicaméral doté de 250 sièges pourvus pour quatre ans au scrutin de liste majoritaire dans 15 circonscriptions plurinominales. Les électeurs d'une circonscription choisissent une liste fermée de candidats qu'ils ne peuvent modifier parmi celles proposées, et celle obtenant le plus de suffrages remporte l'ensemble des sièges en jeu dans la circonscription. Chaque liste est composée d'un minimum de deux tiers de candidats du Parti Baas et pour moitié d'ouvriers et de paysans, de telle sorte que le total de ces derniers soit de 127 sur le total de 250 députés élus.
En pratique, le pouvoir exerce une pré-sélection et une censure qui rend impossible tout début de pluralisme. Des comités nommés par une commission dont les membres sont eux-mêmes choisis par le président décident de la validité des candidatures des « ouvriers et paysans », tandis que les partis pouvant concourir à la moitié restante des sièges à pourvoir sont soumis à des lois draconiennes interdisant toute critique du pouvoir sous couvert d'une interdiction de « fragiliser le sentiment national », sous peine d'interdiction du parti. Les petits partis politiques autres que le Parti Baas, tous membres du Front national progressiste, lui sont ainsi tous subordonnés.
Le déroulement des élections est contesté. Les citoyens sont contraints d'aller voter par crainte de représailles, parfois à plusieurs reprises. Selon un opposant, « ce sont les services de renseignement qui choisissent les parlementaires, et cela depuis toujours. Au Parlement syrien, pas un seul député n'est véritablement élu par le peuple ».
Ces élections vont à l’encontre de la feuille de route fixée par la résolution 2 254 du Conseil de sécurité des Nations unies, qui prévoit une période de transition permettant d'organiser des élections présidentielle et législatives.

## Résultats

Front national progressiste :
Parti des communistes de Syrie : 4
Parti Baas : 172
Mouvement des vœux nationaux : 1
Union socialiste arabe : 2
Socialistes unionistes : 2
Parti social nationaliste syrien : 7
Indépendants : 12
Autres :
Indépendants : 50

| Parti                             | Parti                  | Voix      | %     | Sièges |
| --------------------------------- | ---------------------- | --------- | ----- | ------ |
|                                   | Parti Baas             | 3 498 785 | 68,8  | 172    |
| Indépendants                      | 244 101                | 4,8       | 12    |        |
| Parti national-socialiste syrien  | 142 392                | 2,8       | 7     |        |
| Parti communiste syrien (Bakdash) | 61 025                 | 1,2       | 3     |        |
| Unioniste socialiste              | 40 684                 | 0,8       | 2     |        |
| Union socialiste arabe            | 40 684                 | 0,8       | 2     |        |
| Parti communiste syrien           | 20 342                 | 0,4       | 1     |        |
| Mouvement de vote national        | 20 342                 | 0,4       | 1     |        |
| Total Front national progressiste | 4 068 355              | 79,99     | 200   |        |
|                                   | Indépendants           | 1 017 089 | 20,0  | 50     |
|                                   |                        |           |       |        |
| Total des exprimés                | Total des exprimés     | 5 085 444 | 100   | 250    |
| Inscrits/participation            | Inscrits/participation | 8 834 994 | 57,56 | –      |

## Réactions
L'opposition syrienne qualifie le scrutin de « farce ». Les élections sont jugées « illégitimes » par les pays occidentaux.
L'ONU refuse de reconnaître les élections, qui vont à l’encontre de la feuille de route fixée par la résolution 2 254 du Conseil de sécurité de l’ONU qui prévoit, depuis le 14 mars, « une période de dix-huit mois pour mettre en place une transition et organiser des élections présidentielle et législatives ».